# François (patronyme)
Pour les articles homonymes, voir François.
Cette page présente le nom de famille François ainsi que ses variantes.
François est un patronyme français.

## Origine
François vient du prénom François. 
Ce prénom est une forme ancienne du mot Français, dont il partage l'origine latine et germanique. Le passage du gentilé au nom de baptême est historiquement lié à la canonisation de François d'Assise en 1228.

## Popularité
Le patronyme François est très répandu en France, il s'agit du 37e patronyme le plus porté.

## Patronyme
François est un nom de famille  notamment porté par :

patronyme composé
- François-Poncet

personnalités
- Alexandre François (1972-), linguiste français ;
- Alphonse François (1814-1888) et son frère Charles-Rémy-Jules François (1809-1861), graveurs français ;
- André François  ;
- Anne François (1958-2006), écrivaine belge ;
- Auguste François (1857-1935), photographe et diplomate français ;
- Bastien François (1961-), universitaire et homme politique français ;
- Bertrand François  ;
- Brigitte François-Sappey (1944-), musicologue française ;
- Bruno von François (1818-1870), général de division prussien ;
- Catherine François (1972-), joueuse française de water-polo ;
- Christian François, réalisateur, scénariste et acteur français ;
- Christine François (1962-), réalisatrice française ;
- Claude François  ;
- Claude François junior (1968-), producteur franco-belge, fils du chanteur Claude François ;
- Daniel François (1953-), ancien footballeur international français ;
- David François (1970-), ancien footballeur français ;
- Déborah François (1987-), actrice belge ;
- Delphine François (1984-), tumbleuse française ;
- Denis François (1761-1789), boulanger, victime de la Révolution ;
- Didier François, militant politique et journaliste français ;
- Édouard François (1958-), architecte français contemporain ;
- Étienne François (1943-), historien franco-allemand ;
- Evelyne François (1963-), joueuse française de water-polo ;
- Fernand François (1900-1991), écrivain français ;
- Frédéric François  ;
- Gaëlle François (1981-), joueuse française de kayak-polo ;
- Georges François (1869-1933), administrateur colonial et poète français ;
- Germaine François (1908-1970), femme politique française ;
- Guillaume François (1990-), joueur de football belge ;
- Guy François  ;
- Guy-Claude François (1940-2014), scénographe français ;
- Hardy von François (1879-1951), acteur allemand ;
- Hélène François (1985-), handballeuse française ;
- Henri François (1903-1980), coureur cycliste français ;
- Henri-Auguste François (1812-1872), médecin alsacien ;
- Hermann von François (1856-1933), général allemand ;
- Jacqueline François (1922-2009), chanteuse de variétés française ;
- Jacques François (1920-2003), acteur français ;
- Jean François (1582-1668), jésuite, mathématicien, professeur de René Descartes ;
- Dom Jean François (1722-1791), bénédiction et historien ;
- Jean-Charles François (1717-1769), graveur et imprimeur français ;
- Jean-Luc François (1958-), styliste, créateur ;
- Jean-Pierre François (1965-), chanteur et ancien footballeur français ;
- Jef François (1901-1996), homme politique belge flamand ;
- Jocelyne François (1933-), écrivaine française ;
- Joseph François (1851-1940), artiste peintre belge ;
- Julien François (1979-), footballeur français ;
- Jurgen François (1985-), coureur cycliste belge ;
- Laurent François  ;
- Léa François (1988-), actrice française ;
- Léone François (1991-), actrice belge ;
- Louis François (1906-1986), lutteur gréco-romain français ;
- Louise von François (1817-1839), écrivaine allemande ;
- Lucien François (1934-), juriste belge ;
- Mandy François-Elie (1989-), athlète handisport française ;
- Marc François  ;
- Marcel-Georges François (sl) (1887-1982), général français ;
- Marie Jules Victor Léon François (1879-1962), général français, grand officier de la Légion d’honneur ;
- Michel François  ;
- Mickaël François (1988-), athlète français ;
- Nicolas François de Neufchâteau, dit François de Neufchâteau, puis comte François de Neufchâteau (1750-1828), écrivain, homme politique et agronome français ;
- Pascal François, connu sous le nom de scène de Pascal Brunner (1963-2015), imitateur, comédien et animateur français ;
- Pascal François (1967-), artiste français ;
- Paul François  ;
- Pierre Joseph Célestin François (1759-1851), peintre belge ;
- Pierre François  ;
- Philippe François (1927-2019), homme politique français ;
- Raymond François (1909-1984), footballeur et international français ;
- René François (1922-2003), pédiatre français ;
- Robert Francois (1985-), joueur américain de football américain ;
- Robin François dit Robin, photographe français ;
- Roger François (1900-1949), haltérophile et champion olympique français ;
- Samson François (1924-1970), pianiste français ;
- Sandrine François (1980-), chanteuse française, représentante de la France au Concours Eurovision de la chanson 2002 ;
- Stéphane François  ;
- Thibaut François, homme politique français ;
- Thierry François, chef décorateur et directeur artistique français ;
- Yves François (1914-2000), ichtyologiste français.

## Pseudonyme
François est un pseudonyme notamment porté par :
- Francesco Barracato (1950-), connu sous le pseudonyme de Frédéric François, chanteur belge d'origine italienne ;
- Paul Faucher (1898-1967), connu sous le pseudonyme de Paul François, écrivain et éditeur français.